# Каяття

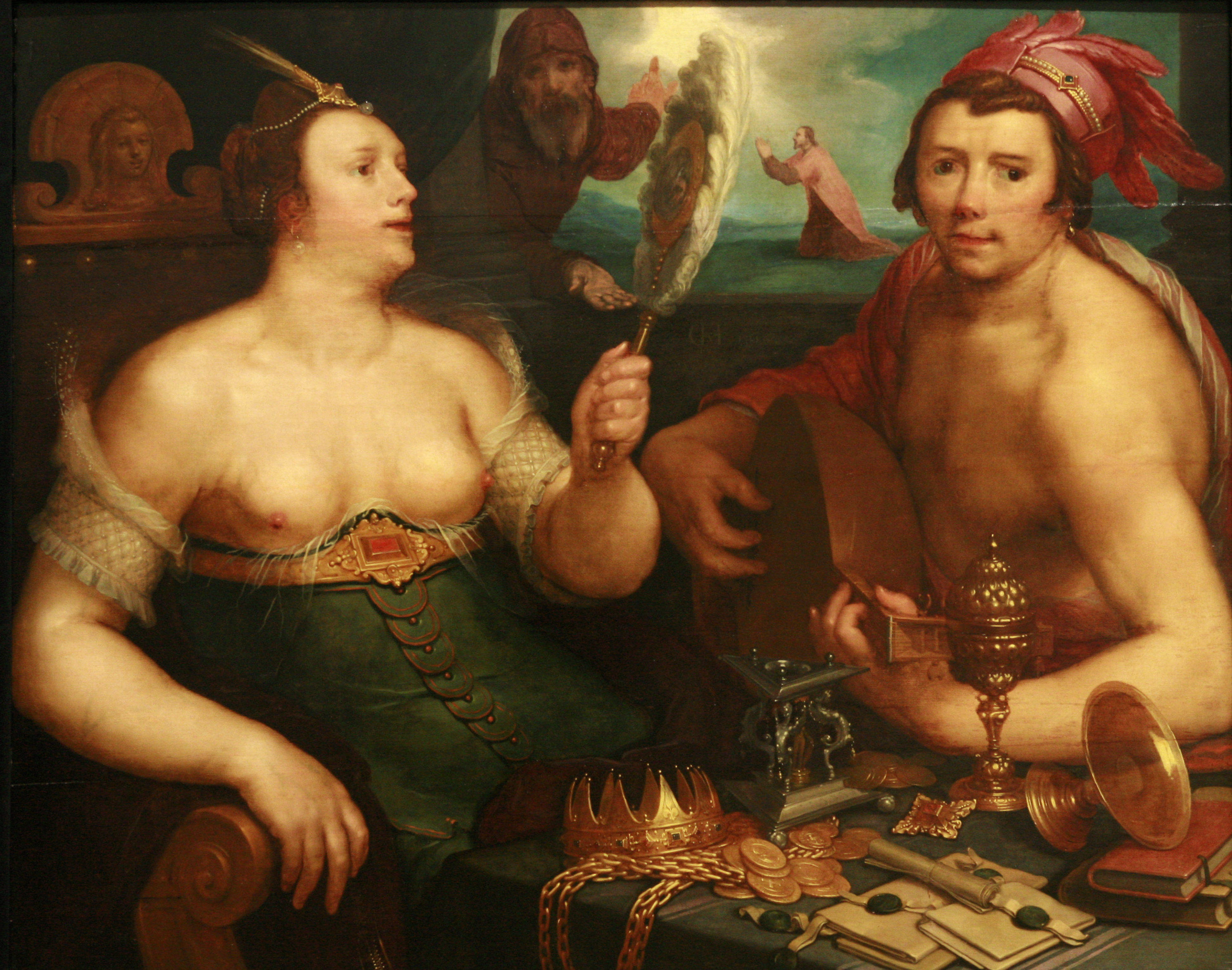
Алегорія марнославства і каяття (1616) Корнеліс Корнеліссен ван Гарлем, музей Страсбурга

Каяття́ — це готовність прийняти наслідки морально засуджуваних вчинків, скоєних у минулому, і взяти на себе зобов'язання не вчиняти їх знову. Цей термін також може означати публічне вираження особистого почуття каяття за провину, за яку просять прощення.
Це поняття об'єднує три поняття:
- у релігії — визнання, сповідь і зречення гріха;
- у цивільному праві — визнання провини, яка спричинила шкоду
- у міжнародному публічному праві — офіційне вибачення між двома державами.

Слова «каяття» і «покаяння» вживаються як синоніми.